# S100
S100 proteiny jsou skupinou proteinů s nízkou molekulovou hmotností, které se nacházejí v obratlovcích a jsou charakterizovány dvěma doménami vázajícími vápník, které mají konformaci helix-loop-helix ("EF-hand"). V současnosti existuje 25 různých S100 proteinů. Jsou kódovány skupinou genů, jejichž symboly používají předponu S100, například S100A1, S100A2, S100A3. Jsou také považovány "DAMP" molekuly.

## Struktura
Většina S100 proteinů tvoří homodimery, které se skládají ze dvou identických polypeptidů držených pohromadě nekovalentními vazbami. S100 proteiny jsou strukturně podobné kalmodulinu, jinými vlastnostmi se však odlišují. Například jejich expresní vzor je buněčně a tkáňově specifický a také je závislý na faktorech prostředí. Naproti tomu, kalmodulin je všudypřítomný a univerzální intracelulární vápníkový receptor a je široce exprimovaný v mnoha buňkách.

## Funkce za fyziologických podmínek
S100 proteiny jsou přítomny v buňkách pocházejících z neurální lišty (Schwannovy buňky a melanocyty), chondrocytů, adipocytů, myoepiteliálních buněk, makrofágů, Langerhansových buněk, dendritických buněk a keratinocytů.  S100 proteiny se účastní řady intracelulárních a extracelulárních funkcí . Účastní se na regulaci fosforylace proteinů, transkripčních faktorů, homeostáze vápníku, dynamice cytoskeletu, aktivitě enzymů, růstu a diferenciaci buněk a zánětlivé reakci. Bylo zjištěno, že S100A7 (psoriasin) a S100A15 působí jako cytokiny při zánětu, zejména při autoimunitních onemocnění kůže, např. u psoriázy. 

## Patologie
Některé S100 proteiny jsou použitelné jako markery u nádorových onemocnění. Byl nalezen v melanomech, schwannomech, neurofibromech, u maligních nádorů nervové soustavy, histiocytomů a sarkomů. S100 proteiny jsou markery pro zánětlivá onemocnění, mohou zprostředkovávat zánět a působit antimikrobiálně. 

## Lidské geny
- S100A1, S100A2, S100A3, S100A4, S100A5, S100A6, S100A7, S100A8, S100A9, S100A10, S100A11, S100A12, S100A13, S100A14, S100A15, S100A16
- S100B
- S100P
- S100Z